# Géographie du Pakistan

Le Pakistan a une superficie de 804 000 km2 et possède des frontières communes avec l'Iran (900 km) au sud-ouest, l'Afghanistan (2 400 km) au nord-ouest, la république populaire de Chine (520 km), au nord-est et l'Inde (2 900 km) sur tout son côté est. La côte sud est bordée par la mer d'Arabie avec 1 050 km de littoral.
Le relief est formé de hauts sommets dans le nord (dont le mont K2 qui, à 8 611 mètres d'altitude, est le deuxième point culminant du monde), de montagnes arides à l'ouest, d'un plateau inhospitalier dans le sud-ouest, du désert du Cholistan dans le sud-est et de plaines alluviales consacrées à l'agriculture partout ailleurs.
C'est dans ces plaines (environ 1/3 du territoire), qu'est regroupée la majeure partie de la population. Long de 2 900 km, l'Indus (qui prend sa source au Tibet), traverse le pays sur 2 500 km du nord au sud et se jette dans la mer d'Arabie par un immense delta. Dans cette région où il tombe moins de 500 millimètres de pluie par an, l'Indus et ses affluents irriguent le Pakistan comme un véritable réseau sanguin.
Le pays est soumis au risque sismique comme en témoigne le séisme de 2005 au Cachemire ainsi qu'aux inondations et aux cyclones tropicaux.
Ses principaux fleuves sont l'Indus, 2 900 km ; Sutlej, 1 550 km ; Chenab, 1 200 km ; Ravi, 900 km et le Jhelum, 800 km.
Ses principaux sommets sont le K2 (8 611 mètres) ; Nanga Parbat (8 125 mètres) ; Gasherbrum (8 068 mètres) ; Broad Peak (8 047 mètres) et le Gasherbrum II (8 035 mètres).

## Principales villes
| Ville          | Population (rec. 2017) | Province           |
| -------------- | ---------------------- | ------------------ |
| Karachi        | 14 910 352             | Sind               |
| Lahore         | 11 126 285             | Pendjab            |
| Faisalabad     | 3 203 846              | Pendjab            |
| Rawalpindi     | 2 098 231              | Pendjab            |
| Gujranwala     | 2 027 001              | Pendjab            |
| Peshawar       | 1 970 042              | Khyber Pakhtunkhwa |
| Multan         | 1 871 843              | Pendjab            |
| Hyderabad      | 1 732 693              | Sind               |
| Islamabad      | 1 014 825              | Territoire fédéral |
| Quetta         | 1 001 205              | Baloutchistan      |
| Bahawalpur     | 762 111                | Pendjab            |
| Sargodha       | 659 862                | Pendjab            |
| Sialkot        | 655 852                | Pendjab            |
| Sukkur         | 499 900                | Sind               |
| Larkana        | 490 508                | Sind               |
| Sheikhupura    | 473 129                | Pendjab            |
| Rahim Yar Khan | 420 419                | Pendjab            |
| Jhang          | 414 131                | Pendjab            |